# Applications de la trigonométrie
Les applications de la trigonométrie sont nombreuses et très variées. Les applications mentionnées explicitement dans les manuels et les cours sur la trigonométrie sont souvent des utilisations pratiques, notamment en navigation, pour l'orientation, pour l'arpentage, pour la construction d'édifices… Elle est également employée dans certains domaines d'étude ou de recherche, principalement en mathématiques, en physique et en technologie.
Pour les non scientifiques, la trigonométrie est connue principalement pour ses applications aux problèmes de mesure, cependant elle est aussi souvent employée dans des matières insoupçonnées comme en théorie de la musique ou en théorie des nombres de manière encore plus technique.
Les branches des mathématiques de l'étude des séries de Fourier et des transformations de Fourier, comptant fortement sur la connaissance des fonctions trigonométriques, trouvent des applications dans un certain nombre de secteurs, incluant les statistiques.

## Domaines auxquels la trigonométrie s'applique
Les domaines scientifiques utilisant la trigonométrie sont :
l'acoustique, l'architecture, l'astronomie (et ainsi la navigation, sur les océans, dans les airs et dans l'espace ; voir l'article Distance du grand cercle), la biologie, la cartographie, la chimie, le génie civil, l'infographie, la géophysique, la cristallographie, les sciences économiques, l'électrotechnique, l'électronique, la topographie et la géodésie, beaucoup de sciences physiques, la construction mécanique, l'imagerie médicale (tomographie axiale calculée et ultrasons), la météorologie, la théorie de la musique, la théorie des nombres (et par conséquent la cryptographie), l'océanographie, l'optique, la pharmacologie, la phonétique, la théorie des probabilités, la psychologie, la séismologie, les statistiques, et la perception visuelle.

## Interaction de ces domaines avec la trigonométrie
Le fait que ces domaines utilisent la trigonométrie ne signifie pas que la connaissance de la trigonométrie soit requise pour pouvoir les aborder. Cela signifie que certains points dans ces domaines ne peuvent pas être compris sans la trigonométrie. Par exemple, un professeur de musique pourrait éventuellement ne rien connaître des mathématiques, mais savoir que Pythagore fut l'un des premiers à avoir apporté sa contribution à la théorie mathématique de la musique.
Dans certains des domaines listés juste avant il est facile d'imaginer comment la trigonométrie pourrait être employée. Par exemple, en navigation et en arpentage, les utilisations de la trigonométrie sont limitées à des cas simples, et ne requièrent que des connaissances figurant dans un manuel de trigonométrie pour débutant. Dans le cas de la théorie de la musique, l'application de la trigonométrie est liée au travail commencé par Pythagore, qui observa que les sons obtenus en pinçant deux cordes de différentes longueurs sont plus harmonieux lorsque les deux longueurs sont des petits multiples entiers d'une longueur commune. La ressemblance entre la forme d'une corde vibrante et une sinusoïde n'est pas un hasard. En océanographie, la ressemblance entre la forme de certaines vagues et une sinusoïde n'est non plus le fruit du hasard. Dans d'autres domaines, notamment en climatologie, en biologie, et en sciences économiques, il existe des périodicités saisonnières. L'étude de ces dernières implique souvent la nature périodique des fonctions sinus et cosinus.

## Séries de Fourier
Beaucoup de domaines se servent de la trigonométrie d'une manière si avancée qu'il est impossible d'en discuter dans un simple article. Souvent ces utilisations font intervenir des outils appelés série de Fourier, et qui portent le nom du mathématicien et physicien français des XVIIIe et XIXe siècles Joseph Fourier.
Les séries de Fourier possèdent une très grande variété d'applications dans beaucoup de domaines scientifiques, en particulier dans tous les phénomènes impliquant des périodicités saisonnières mentionnées ci-dessus, dans les mouvements ondulatoires, et par conséquent dans l'étude des radiations, en acoustique, en sismologie, dans la modulation des ondes radios en électronique et dans la technologie de l'énergie électrique.
Une série de Fourier est une somme de la forme:
{\displaystyle {\begin{matrix}\square +\underbrace {\square \cos \theta +\square \sin \theta } _{1}+\underbrace {\square \cos(2\theta )+\square \sin(2\theta )} _{2}+\\\\\underbrace {\square \cos(3\theta )+\square \sin(3\theta )} _{3}+\,\cdots \\\end{matrix}}}
où chacun des carrés ({\displaystyle \square }) représente un certain nombre appelé coefficient, et les trois petits points signifient que des termes sont ajoutés une infinité de fois.
Fourier employa ces séries pour étudier les flux de chaleur, l'écoulement et la diffusion de la matière (la diffusion est le processus par lequel, lorsqu'on laisse tomber un morceau de sucre dans un verre d'eau, le sucre se répartit graduellement par l'eau, ou lorsqu'un polluant se propage dans l'air, ou n'importe quelle substance dissoute se répand dans n'importe quel fluide).
Les séries de Fourier s'appliquent également à des sujets d'étude dont le lien avec les mouvements ondulatoires est loin d'être évident.
Un exemple omniprésent est la compression numérique par laquelle des données images, les audios et vidéos sont compressées dans une taille beaucoup plus petite rendant possible leur transmission via le téléphone, les Émissions de télévision ou de radio, et les réseaux informatiques.
Un autre exemple, mentionné ci-dessus, est la diffusion de la matière.
Parmi tant d'autres, il y a aussi la géométrie des nombres, les problèmes isopérimétriques, les répétitions dans une promenade aléatoire, la réciprocité quadratique, le théorème central limite, l'inégalité d'Heisenberg.

## Les transformations de Fourier
Un concept plus abstrait que les séries de Fourier est la notion de transformée de Fourier. Les transformées de Fourier font intervenir des intégrales plutôt que des sommes, et sont employées dans un aussi grand nombre de domaines scientifiques variés. Beaucoup de lois naturelles expriment une relation entre une variation de quantités et les quantités elles-mêmes.
Par exemple: le taux de changement d'une population est parfois conjointement proportionnel à la population actuelle et à la part de la population pour laquelle la capacité de transport fait défaut. Ce genre de rapport s'appelle une équation différentielle. Si ces informations sont fournies, alors nous pouvons essayer d'exprimer la population en fonction du temps, et de « résoudre » l'équation. Les transformations de Fourier peuvent être employées pour convertir certaines équations différentielles en équations algébriques pour lesquelles des méthodes de résolution sont connues. Les transformations de Fourier ont beaucoup d'applications. Dans presque n'importe quel contexte scientifique dans lequel figurent les mots spectre, harmonique, ou résonance, les transformations de Fourier ou les séries de Fourier ne sont pas loin.

## Statistiques
Certains psychologues ont affirmé que les quotients intellectuels d'une population étaient répartis selon une loi normale. Environ 40 % de l'aire sous la courbe se trouve dans l'intervalle de 100 à 120 ; également, environ 40 % des individus de la population ont obtenu entre 100 et 120 à des examens de QI. Environ 9 % de l'aire sous la courbe se trouve dans l'intervalle de 120 à 140 ; également, environ 9 % des individus de la population ont obtenu entre 120 et 140 à des examens de QI, etc. De même beaucoup d'autres choses sont distribuées selon une « courbe gaussienne », y compris les erreurs de mesure de quantités physiques. Pourquoi cette omniprésence des « gaussiennes » ? Il y a une raison théorique à cela, et elle invoque les transformées de Fourier et par conséquent les fonctions trigonométriques. Il s'agit de l'une des nombreuses applications de la transformée de Fourier aux statistiques.
Les fonctions trigonométriques sont également appliquées lorsque les statisticiens étudient les périodicités saisonnières, qui sont souvent représentées par des séries de Fourier.

## Une simple expérience avec des lunettes polarisées
Prenons deux paires de lunettes de soleil identiques avec des verres polarisés (des lunettes de soleil non polarisées ne conviennent pas pour cette expérience). Plaçons la lentille gauche d'une paire sur la lentille droite de l'autre, toutes les deux alignées de la même façon. Tournons lentement une paire, et observons la quantité de lumière les traversant diminuer jusqu'à ce que les deux lentilles soient à angle droit quand aucune lumière ne passe plus. Quand l'angle duquel une paire est tournée est θ, quelle est la fraction de la lumière pénétrant dans les lentilles pour un angle nul qui passe à travers ? Réponse : c'est cos2 θ. Par exemple, quand l'angle est de 60 degrés, seulement une fraction de 1/4 de la quantité de lumière quand l'angle est de 0 degré pénètre dans la série de deux lentilles, puisque le cosinus de 60 degrés est égal à 1/2.

## Théorie des nombres
Il y a un lien entre la trigonométrie et la théorie des nombres. Grossièrement parlant, nous pourrions dire que la théorie des nombres traite les propriétés qualitatives des nombres plutôt que quantitatives.
Un concept central en théorie des nombres est celui de la divisibilité (exemple : 42 est divisible par 14 mais pas par 15). L'idée de réduire une fraction à des termes les plus petits possibles emploie également le concept de la divisibilité : par exemple, 15/42 ne comporte pas les plus petits termes possibles parce que 15 et 42 sont tous les deux divisibles par 3. Regardez les suites suivantes de fractions :
{\displaystyle {\frac {1}{42}},\qquad {\frac {2}{42}},\qquad {\frac {3}{42}},\qquad \dots ,\qquad {\frac {39}{42}},\qquad {\frac {40}{42}},\qquad {\frac {41}{42}}.}
Éliminons ceux qui ne sont pas en plus petits termes ; gardons seulement ceux qui sont en plus petits termes
{\displaystyle {\frac {1}{42}},\qquad {\frac {5}{42}},\qquad {\frac {11}{42}},\qquad \dots ,\qquad {\frac {31}{42}},\qquad {\frac {37}{42}},\qquad {\frac {41}{42}}.}
Puis utilisons la trigonométrie :
{\displaystyle \cos \left(2\pi {\frac {1}{42}}\right)+\cos \left(2\pi {\frac {5}{42}}\right)+\cdots +\cos \left(2\pi {\frac {37}{42}}\right)+\cos \left(2\pi {\frac {41}{42}}\right)}
La valeur de la somme est –1. Comment savons-nous cela ? Parce que 42 a un nombre impair de facteurs premiers dans sa décomposition et aucun d'eux n'est répété : 42 = 2 × 3 × 7. (S'il y avait eu un nombre pair de facteurs premiers non-répétés alors la somme aurait été égale à 1 ; s'il avait eu des facteurs premiers répétés dans sa décomposition (par exemple, 60 = 2 × 2 × 3 × 5) alors la somme auraient été nulle ; la somme est la valeur de la fonction de Möbius en 42). Ceci laisse entendre la possibilité d'appliquer l'analyse de Fourier à la théorie des nombres.

## Exponentielles complexes
Dans beaucoup d'applications de la trigonométrie, il est plus commode de convertir des fonctions trigonométriques en exponentielles complexes en utilisant deux identités dérivées de la formule d'Euler :
Ceci conduit à des calculs plus simples, puisqu'elles réduisent les utilisations des formules trigonométriques à l'application de règles sur la manipulation des exposants.